# Monstera spruceana
Monstera spruceana é uma esppécie de plantas com flores .  Foi descrito pela primeira vez por Heinrich Wilhelm Schott, e recebeu o nome exato por Adolf Engler .  Monstera spruceana pertence ao gênero Monstera, e está relacionada com Araceae.
Este tipo de planta pode ser encontrado em:
- Suriname
- Peru
- Equador
- Venezuela
- Costa Rica
- norte do Brasil
- Bolívia
- Guiana
- Guiana
- Colômbia
- Panamá